# Antjui
Antjui (eigentlich Heriufi) ist der Name einer wenig bekannten Gottheit des Alten Ägyptens. Sie wurde im 10. oberägyptischen Gau bei Abydos verehrt. Antjui ist für seine zwei Gesichter bekannt, die zwei gegensätzliche Gottheiten repräsentieren.

## Beschreibung
Antjui erscheint als Mann im Lendenschurz und mit prachtvollem Pektoral. Er hat zwei Köpfe: einen Falkenkopf, der Horus repräsentiert, und den Kopf des Seth-Tieres, der Seth repräsentiert. Beide Köpfe werden im Seitenprofil gezeigt und schauen voneinander weg. Antjui konnte aber auch nur mit dem Kopf des Seth erscheinen.

## Zum Namen
Im Altägyptischen wurde dieser Gott nie „Antjui“ genannt, sondern „Heriufi“, was Der mit seinen beiden Gesichtern bedeutet. Der Name „Antjui“ hat eine komplexe und zum Teil verwirrende Geschichte: Als Determinativ für diesen Gott wird das Gardiner-Sonderzeichen G266A (zwei Falken in einer Barke) verwendet, das mit ˁnty transkribiert und daher „Anti“ gelesen wurde. „Antjui“ ist die Verdoppelung der Namensendung, wie sie auch aus den beiden Kopf-Hieroglyphen (Gardiner-Zeichen D2) des Namens „Heriufi“ hervorgeht. Der Name „Anti“ stand aber für eine andere Gottheit, die heute als Nemti bekannt ist, aber dasselbe Determinativ besitzt. Die veraltete Lesung „Anti“ wurde 1969 von Oleg Dmitrievich Berlev aufgrund von phonetischen Schreibungen in „Nemti“ korrigiert. Trotzdem ist Heriufi weiterhin unter dem Namen „Antjui“ bekannter.
Es ist unbekannt, woher genau die antiken Griechen den Namen „Antaios“ bezogen, doch es gilt als gesichert, dass sie Antaios mit Antjui identifizierten. Der griechische Historiker Diodor berichtet, Antjui stamme aus der Gegend bei Abydos und dort habe sich dereinst die Aussöhnung von Horus und Seth zugetragen. Später wurde der ägyptische Antaios mit dem griechischen Riesen Antaios gleichgesetzt.

## Mythologie
Antjui war die Personifizierung der Versöhnung von Horus und Seth und zugleich der bildhafte Ausdruck des altägyptischen Dualismusglaubens: das Eine konnte ohne das Andere nicht sein. Dabei schwingt auch der moderne Ausspruch „Gegensätze ziehen sich an“ mit. Horus und Seth, eigentlich erbitterte Rivalen, versöhnen sich und verschmelzen miteinander, um gemeinsam die Seele des Verstorbenen sicher ins Jenseits zu geleiten. Im Mythos um den Sonnengott Re, der jede Nacht in seiner Nachtbarke durch die Unterwelt reist, steht Antjui für die Sicherheit des Sonnengottes ein, indem er für diesen nach vorn und nach hinten zugleich blickt und vor Dämonen warnt, die die Nachtbarke des Re verfolgen oder vor ihr im Dunkeln aufzulauern versuchen. Der Papyrus Leiden I. 348 beschreibt, wie Antjui den Sonnengott warnt, seinen Blick von den Dämonen abzuwenden. Die Wichtigkeit des Zusammenhalts von Horus und Seth spiegelt sich auch in dem Fest der Vereinigung der Beiden Länder, Sema-Schemau-Mehu, wider. Horus und Seth wickeln Lotus- und Papyrusknospe um eine stilisierte Luftröhre und feiern so den Zusammenhalt von Ober- und Unterägypten. Die früheste Darstellung der Vereinigungshieroglyphe findet sich auf Steingefäßen des Königs Chasechemui gegen Ende der der 2. Dynastie.

## Belege
Die Ursprünge des Antjui liegen weitestgehend im Dunkeln. Es gibt Hinweise, wonach Antjuis Anfänge in den Pyramidentexten der 6. Dynastie nahmen, wo Horus und Seth sich verbrüdern, um die Seele des verstorbenen Königs sicher ins Jenseits zu geleiten. Besonders der Ausspruch: „Wenn Horus vor ihn schaut, so schaut Seth hinter ihn“ lässt an die ikonische Doppelgesichtigkeit von Antjui denken. In den Sargtexten des Mittleren Reiches wird Antjui erstmals direkt namentlich erwähnt. Der Papyrus Bremmer-Rhind beschreibt Antjui wie folgt: „Das Ba des Horus und das Ba des Seth aber versöhnten sich und wurden zu Ba-Heriufi“. Abbildungen des Antjui finden sich auch in den Grabinschriften von Ramses IV. (20. Dynastie) im Grabmal KV2 im Tal der Könige. Die höchste Anzahl an Namensnennungen und Abbildungen des Antjui finden sich in den sogenannten Amduat und im Pfortenbuch, beides sogenannte Unterweltsbücher der 18. und 20. Dynastie, in denen Antjui seinen ersten Auftritt zur 2. Stunde hat. Er erscheint danach jeweils wieder zur 9. und zur 10. Stunde.

## Kultorte
Der wichtigste Kultort des Antjui war die Stadt Tjebu („Sandalen-Stadt“) nördlich der heutigen Ortschaft Abydos im 10. oberägyptischen Gau (Wadjit = Schlangengau). Sie wird erst relativ spät, während der 20. Dynastie im Neuen Reich, sicher erwähnt. Sie mag aber freilich viel älter sein. Nach Antjuis Namen wurde die Stadt Tjebu im Griechischen Antaiopolis genannt. Der Ptolemäertempel zu Edfu erwähnt die Stadt als den Ort, an dem Horus und Seth sich nach ihrer Fehde um den Thron Ägyptens wieder versöhnten. Der Papyrus Salt 561-BM 10252 aus der 26. Dynastie beschreibt Tjebu als „verlassenen und leer, weil Seth umgestürzt, sein Land geplündert und seine Tempel zerstört sind“.